# 도요다 소에무
도요다 소에무(일본어: 豊田 副武, 1885년 5월 22일 ~ 1957년 9월 22일)은 제2차 세계대전에서 활약한 일본 제국 해군 군인이다. 연합함대 사령장관을 역임하였다.

## 생애
오이타현 출신으로 1905년 해군병학교 제33기로 입교하였다. 졸업 이후 함정에서 해상근무를 하다 해군대학교를 거쳐 영국에 대사관 주재무관으로 파견되기도 하였다. 이후 여러 함장과 참모를 역임하다 1931년 해군 소장으로 진급하였다. 이후 해군성의 군무국장으로 근무하다 제4함대 사령관으로 중일전쟁의 지원함대를 이끌고 참전하기도 하였다.
도요다는 일본 해군 장교들 가운데 일본이 미국의 막강한 산업 능력과 전쟁 능력에 맞서 승리할 능력이 없다고 생각한 집단의 일원이었다.
태평양 전쟁 발발 이후에는 구레와 요코스카 해군기지(鎭守部)의 사령관을 역임하다가, 1944년 3월 고가 미네이치(古賀峯一) 연합함대 사령장관이 비행기 사고로 행방불명된 이후 그 후임이 되었다.
그는 기울어진 전황을 되돌려보기 위해 "아호 작전"(레이테 만 전투)과 "덴호 작전"(오키나와 해상전)을 입안하였으나, 모두 우세한 미해군앞에 대패로 끝났다. 1945년 5월 연합함대 사령장관직을 오자와 지사부로(小澤治三郞) 제독에게 넘기고 참모총장격인 군령부 총장에 취임하였다.
그는 포츠담 선언이 제시한 무조건 항복에 격렬히 반대하였다. 일본의 항복 이후, 그는 전범 재판에 기소되었으나 무죄로 풀려났고, 1957년 심장마비로 사망하였다.
| 전임 고가 미네이치 | 제29・30대 연합함대 사령장관 1944년 3월 31일 ~ 1945년 5월 29일 | 후임 오자와 지사부로 |

| 전임 오이카와 고시로 | 제19대 군령부 총장 1945년 | 후임 폐지 |